# ОШ „Ђенерал Марко Ђ. Катанић” Бресница
ОШ „Ђенерал Марко Ђ. Катанић” Бресница, насељеном месту на територији града Чачка, основана је 1846. године.Данашње име школа носи од 1. септембра 2003. године, по Марку Катанићу, српском генералу и добротвору.
Прва школа која је радила од 1846. године, због лошег стања зграде, морала се заменути новом грађевином, тако да је Марко Катанић при посети 1900. године, обећао да ће помоћи изградњу нове школе. Тада је почела градња, где су мештани обезбедили плац и грађевински материјал а Марко је финансирао градњу и опрему за школу.
Од настајања школа је била дворазредна, троразредна и четворазредна. Неколико пута је мењала име, тако да се званично звала Основна бресничка школа, Народна основна школа, Државна народна школа, Осмогодишња школа и Основна школа „Милутин Јовичић”.